# Cavan Kendall
Cavan Spencer Kendall McCarthy (ur. 22 maja 1942 w Londynie, zm. 29 października 1999 w Gloucestershire) – angielski aktor filmowy, teatralny i telewizyjny.

## Życiorys
Urodził się w londyńskiej dzielnicy Clapham jako syn Dory Spencer i Terrence’a „Terry’ego” Justina Kendalla McCarthy. Jego ojciec był synem Marie Kendall, aktorki wodewilej i music-hallowej. Ze zawiązku swojego ojca Kendall był także przyrodnim bratem aktorki Kay Kendall. 
Trafił na scenę West End w spektaklu Vivat! Vivat Regina! Roberta Bolta z Sarah Miles w Piccadilly Theatre. Grał potem w przedstawieniu Justice is a Woman. 
W 1956 debiutował na małym ekranie w dramacie familijnym BBC Cry Wolf!. Wystąpił też w serialu BBC Doktor Who (1965) jako Achilles, dramacie Nicolasa Roega Eureka (1983) u boku Gene’a Hackmana, Rutgera Hauera i Theresy Russell, komediodramacie Sexy Beast (2000) jako Aitch, najlepszy przyjaciel Dove’a (Ray Winstone).
Zmarł 29 października 1999 w Gloucestershire na nowotwór złośliwy w wieku 57 lat. 